# Chiesa di San Pietro Apostolo (San Pietro al Natisone)
La chiesa di San Pietro Apostolo è la parrocchiale di San Pietro al Natisone, in provincia ed arcidiocesi di Udine; fa parte della forania del Friuli Orientale.

## Storia
La prima citazione di una chiesetta a San Pietro al Natisone risale al 1192 e questo edificio venne ricostruito nel corso del XV secolo.

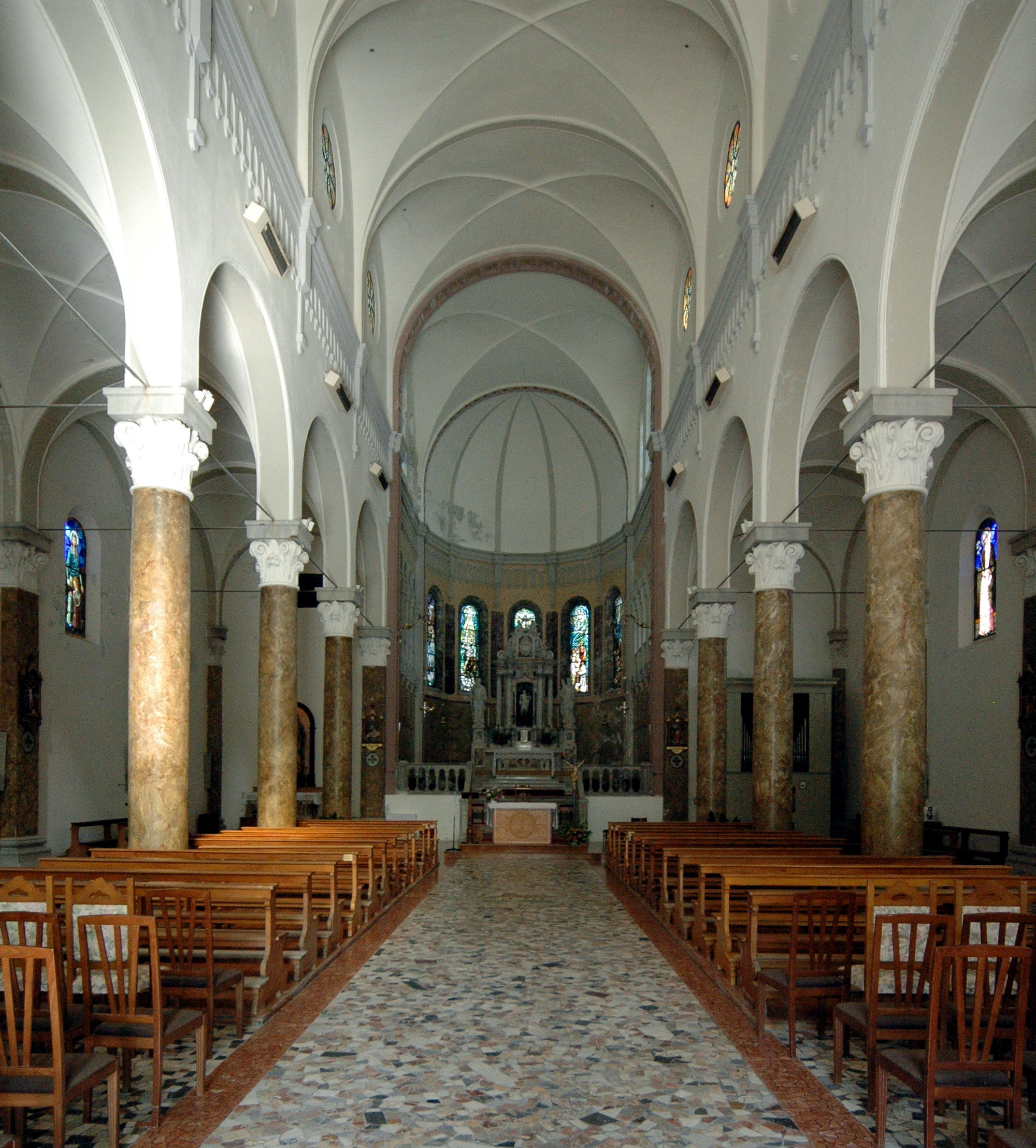
L'interno

Anche il secondo luogo di culto fu a sua volta demolito all'inizio del XX secolo e la chiesa parrocchiale recente risale al 1912. Tra il 2002 e il 2003 sia la chiesa sia il campanile sono stati oggetto di restauro.

## Descrizione

### Esterno
La facciata a salienti della chiesa, rivolta a ponente e abbellita da pinnacoli, presenta al centro il portale maggiore lunettato e il grande rosone, mentre ai lati si aprono gli ingressi laterali e due altri rosoni di minori dimensioni.
Ad alcune decine di metri dalla parrocchiale sorge il campanile a base quadrata, suddiviso in più registri da cornici; la cella, a pianta ottagonale, presenta delle monofore.

### Interno
L'interno dell'edificio è suddiviso da pilastri sorreggenti archi a tutto sesto in tre navate, coperte da voltate a crociera; al termine dell'aula si sviluppa il presbiterio, rialzato si alcuni gradini e chiuso dall'abside di forma semicircolare.